# Raimondo di Poitiers
Raimondo di Poitiers (1099 o 1105 – 29 giugno 1149) è stato un cavaliere medievale francese principe d'Antiochia dal 1136 al 1149.
Era il secondo figlio di Guglielmo IX, duca d'Aquitania e conte di Poitiers, e di Filippa di Tolosa, figlia del conte Guglielmo IV di Tolosa.
Venne sconfitto e ucciso nella battaglia d'Inab del 29 giugno 1149 combattuta contro l'esercito del atabeg di Aleppo Nur ad-Din; la testa e il braccio mozzato di Raimondo furono conservati e inviati in dono al califfo di Baghdad.

## Biografia

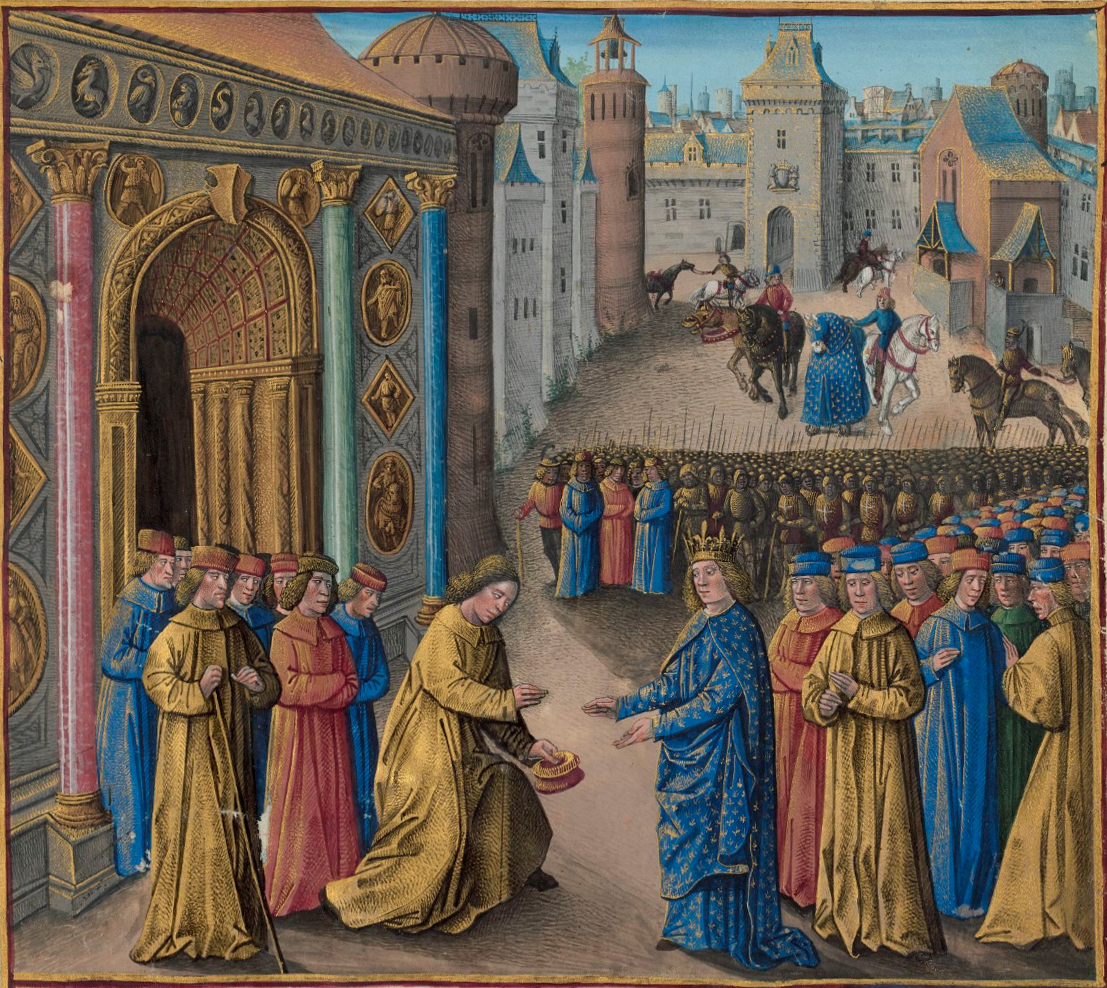
Raimondo di Poitiers accoglie Luigi VII in Antiochia.

Raimondo nacque nel 1099 o nel 1105. Nel 1136, sposò la decenne Costanza, figlia ed erede di Boemondo II, principe d'Antiochia e d'Alice di Gerusalemme; il matrimonio (che ebbe l'approvazione del patriarca d'Antiochia, Rodolfo di Domfront, ma non quello d'Alice di Gerusalemme, alla quale Raimondo aveva fatto credere di volerla sposare) gli assicurò il governo del principato dopo la reggenza di Baldovino II e di Folco, re di Gerusalemme.
Nei primi anni di regno di Raimondo e Costanza ci fu il conflitto con l'imperatore bizantino Giovanni II Comneno, che cercava di recuperare la Cilicia e riaffermare i suoi diritti su Antiochia. Raimondo fu obbligato a rendergli omaggio e promettergli che gli avrebbe ceduto Antiochia se Giovanni gli avesse conquistato dei territori più ad oriente. Nel 1138 Giovanni e Raimondo intrapresero una spedizione che non diede risultati, in quanto Raimondo, non avendo la volontà di lasciare Antiochia, non si impegnò. Giovanni dovette tornare a Costantinopoli senza aver ottenuto nessun risultato (non ottenne neppure la restituzione della cittadella di Antiochia, a cui teneva).
Seguì poi un periodo di lotta con il patriarca di Antiochia, Rodolfo di Domfront, che Raimondo aveva dovuto omaggiare nel 1135, ma che era stato eletto in modo irregolare; Raimondo ebbe la meglio e, nel 1139, Rodolfo fu deposto e sostituito con Aimery di Limoges.
Nel 1142 Giovanni II Comneno, al rifiuto di Raimondo di confermare la precedente sottomissione, giunse fino ai sobborghi di Antiochia, senza però riuscire a conquistare la città.
Agli inizi del 1144 Manuele I Comneno inviò la sua marina e il suo esercito a riconquistare i castelli vicini ad Antiochia in quanto Raimondo d'Antiochia, dopo la morte di Giovanni II, si era affrettato a riprenderne possesso vanificando il suo impegno di vassallo del padre di Manuele. L'esercito bizantino riuscì ad espugnare i castelli e saccheggiò le campagne intorno ad Antiochia. A Natale del 1144 l'atabeg turco Zengi ibn Aq Sunqur al-Hājib accorpò la contea crociata di Edessa (Mesopotamia) al suo Sultanato, causando la reazione di tutti gli stati crociati.
Raimondo d'Antiochia, preoccupato per l'aggressività di Zengi e in cattivi rapporti con Joscelin II di Edessa, ritenne indispensabile chiedere l'aiuto dell'Impero bizantino; egli quindi nel 1145 si recò a Costantinopoli dove fu costretto a chiedere perdono a Manuele. L'imperatore gli promise un sussidio regolare e parlò di un successivo aiuto militare per una spedizione futura solo dopo che Raimondo si fu inginocchiato sulla tomba di Giovanni II Comneno.
Durante la Seconda crociata Luigi VII, re di Francia, e la moglie Eleonora d'Aquitania, nipote di Raimondo, giunsero ad Antiochia (1147) e vi si fermarono. Raimondo incitò Luigi ad attaccare ed a conquistare Aleppo e Cesarea, prima di recarsi a Gerusalemme, ma Luigi VII, irritato anche dalle pressioni della moglie Eleonora, molto legata allo zio, rifiutò e proseguì per la città santa.
Raimondo morì nella battaglia d'Inab, combattuta per la difesa del castello d'Inab contro Nur ad-Din, l'atabeg turco di Aleppo. L'esercito franco venne accerchiato di sorpresa durante la notte nella depressione di Fons Murez, tra Inab e la palude di Ghab; il tentativo di Raimondo di guidare una carica di cavalieri per rompere l'accerchiamento, ostacolato dalla difficoltà del terreno e dal vento contrario che alzò una polvere che ridusse la visibilità, non ebbe successo e i franchi vennero totalmente annientati. Sembra che Raimondo sia stato ucciso sul campo di battaglia personalmente da Shirkuh, il generale curdo principale luogotenente di Nur ad-Din; il principe venne decapitato e Nur ad-Din inviò in dono il teschio, incastonato in un contenitore d'argento, e il braccio mozzato di Raimondo direttamente al califfo di Baghdad.

## La personalità di Raimondo
Guglielmo, arcivescovo di Tiro (1130-1186), nel suo libro Historie rerum in partibus transmarinis gestarum (Le Storie delle imprese d'Oltremare) descrive Raimondo come un principe alto ed elegante, il più bel principe della terra. Secondo Guglielmo di Tiro Raimondo era uomo affabile e buon conversatore, versatile e dotato d'esperienza nell'arte militare, protettore delle lettere, pur non essendone portato (fu un mecenate ed ammiratore della canzone di gesta), un sincero credente e un marito fedele,  uomo coraggioso ma testardo, collerico e poco ragionevole.
Guglielmo (contraddicendo il quadro appena fatto) sostiene pure che Raimondo ebbe una relazione incestuosa con la nipote Eleonora d'Aquitania, intessuta per vendicarsi di non aver ottenuto l'appoggio sperato dai crociati francesi di Luigi VII.

## Discendenza
Raimondo e Costanza ebbero quattro figli:
- Boemondo III (? – 1201), principe d'Antiochia;
- Baldovino (?- † 1176);
- Maria (1145 – 1182), sposò, nel 1161 l'imperatore bizantino Manuele I Comneno (1118 – 1180);
- Filippa (v.1148 – 1178), sposò nel 1176, Umfredo II di Toron († 1179).

## Ascendenza
|                             |                     |                         | Genitori                       |  |  | Nonni |  |  | Bisnonni                 |  |  | Trisnonni                 |  |
|                             |                     |                         |                                |  |  |       |  |  | Guglielmo V di Aquitania |  |  | Guglielmo IV di Aquitania |  |
|                             |                     |                         |                                |  |  |       |  |  | Guglielmo V di Aquitania |  |  | Guglielmo IV di Aquitania |  |
|                             |                     | Emma di Blois           |                                |  |  |       |  |  | Guglielmo V di Aquitania |  |  |                           |  |
| Guglielmo VIII di Aquitania |                     |                         |                                |  |  |       |  |  | Guglielmo V di Aquitania |  |  |                           |  |
|                             |                     | Agnese di Borgogna      | Ottone I Guglielmo di Borgogna |  |  |       |  |  |                          |  |  |                           |  |
|                             |                     | Agnese di Borgogna      | Ottone I Guglielmo di Borgogna |  |  |       |  |  |                          |  |  |                           |  |
|                             |                     | Agnese di Borgogna      | Ermentrude di Roucy            |  |  |       |  |  |                          |  |  |                           |  |
| Guglielmo IX d'Aquitania    |                     | Agnese di Borgogna      |                                |  |  |       |  |  |                          |  |  |                           |  |
|                             |                     | Roberto I di Borgogna   | Roberto II di Francia          |  |  |       |  |  |                          |  |  |                           |  |
|                             |                     | Roberto I di Borgogna   | Roberto II di Francia          |  |  |       |  |  |                          |  |  |                           |  |
|                             |                     | Roberto I di Borgogna   | Costanza d'Arles               |  |  |       |  |  |                          |  |  |                           |  |
| Hildegarde di Borgogna      |                     | Roberto I di Borgogna   |                                |  |  |       |  |  |                          |  |  |                           |  |
|                             |                     | Ermengarda d'Angiò      | Folco III d'Angiò              |  |  |       |  |  |                          |  |  |                           |  |
|                             |                     | Ermengarda d'Angiò      | Folco III d'Angiò              |  |  |       |  |  |                          |  |  |                           |  |
|                             |                     | Ermengarda d'Angiò      | Ildegarda di Sundgau           |  |  |       |  |  |                          |  |  |                           |  |
| Raimondo di Poitiers        |                     | Ermengarda d'Angiò      |                                |  |  |       |  |  |                          |  |  |                           |  |
|                             | Ponzio II di Tolosa | Guglielmo III di Tolosa |                                |  |  |       |  |  |                          |  |  |                           |  |
|                             | Ponzio II di Tolosa | Guglielmo III di Tolosa |                                |  |  |       |  |  |                          |  |  |                           |  |
|                             | Ponzio II di Tolosa | Emma di Provenza        |                                |  |  |       |  |  |                          |  |  |                           |  |
| Guglielmo IV di Tolosa      | Ponzio II di Tolosa |                         |                                |  |  |       |  |  |                          |  |  |                           |  |
|                             |                     | Almodis de La Marche    | Bernardo I de La Marche        |  |  |       |  |  |                          |  |  |                           |  |
|                             |                     | Almodis de La Marche    | Bernardo I de La Marche        |  |  |       |  |  |                          |  |  |                           |  |
|                             |                     | Almodis de La Marche    | Amelia de Rasés                |  |  |       |  |  |                          |  |  |                           |  |
| Filippa di Tolosa           |                     | Almodis de La Marche    |                                |  |  |       |  |  |                          |  |  |                           |  |
|                             |                     | Roberto di Mortain      | Erluino di Conteville          |  |  |       |  |  |                          |  |  |                           |  |
|                             |                     | Roberto di Mortain      | Erluino di Conteville          |  |  |       |  |  |                          |  |  |                           |  |
|                             |                     | Roberto di Mortain      | Herleva                        |  |  |       |  |  |                          |  |  |                           |  |
| Emma di Mortain             |                     | Roberto di Mortain      |                                |  |  |       |  |  |                          |  |  |                           |  |
|                             |                     | Matilda de Montgomerie  | Ruggero II di Montgomery       |  |  |       |  |  |                          |  |  |                           |  |
|                             |                     | Matilda de Montgomerie  | Ruggero II di Montgomery       |  |  |       |  |  |                          |  |  |                           |  |
|                             |                     | Matilda de Montgomerie  | Mabel di Bellême               |  |  |       |  |  |                          |  |  |                           |  |
|                             |                     | Matilda de Montgomerie  |                                |  |  |       |  |  |                          |  |  |                           |  |